# Caspar Vopel
Caspar Vopel, conosciuto anche come Caspar Vopelius (Medebach, 1511 – Colonia (Germania), 1561), è stato un matematico, astronomo, cartografo e costruttore di strumenti tedesco.

## Biografia
Vopel studiò matematica e medicina all'Università di Colonia dal 1526 al 1529. Successivamente insegnò matematica al ginnasio Montaner di Colonia, subentrando all'umanista Glareano. La sua posizione al ginnasio gli permise di acquisire la cittadinanza di Colonia e di sposare Enge von Aich, figlia del noto tipografo Arnt von Aich. All'inizio degli anni trenta del Cinquecento aprì un laboratorio per produrre strumenti astronomici. Dal 1545 cominciò a produrre anche mappe e atlanti. Morì nel 1561, mentre stava preparando un grande volume che riuniva mappe che coprivano il mondo intero.

## Strumenti e mappe
Nel 1532 Vopel realizzò la sua prima opera, un globo celeste scritto e dipinto a mano, a cui nel 1536 ne seguì un secondo, questa volta stampato: questi due globi sono ora in possesso del Museo della città di Colonia. Nel 1541 costruì la sua prima sfera armillare. Nel 1542 costruì il suo primo globo terrestre (anche questo conservato nel museo di Colonia) e nel 1545 costruì un astrolabio. Nello stesso anno, iniziò la produzione di mappe e realizzò una mappa del mondo. Nel 1855 realizzò una mappa dell'Europa e una mappa del corso del Reno. Nel 1858 pubblicò una nuova mappa del mondo, che dedicò all'imperatore Carlo V; nello stesso anno realizzò una nuova mappa del Reno, che dedicò all'allora elettore di Colonia. Di quest'ultima mappa furono realizzate dodici ristampe, una delle quali si trova a Schwerin nella biblioteca statale del Meclemburgo-Pomerania Anteriore.